# Mona Lisa (festmény)
A Mona Lisa (olaszul La Gioconda, franciául La Joconde) Leonardo da Vinci 1503–1519 között készült leghíresebb festménye, amely a párizsi Louvre-ban van kiállítva.

## A festmény
A kép 77 x 53 cm nagyságú, 13 mm-es nyárfatáblára olajjal festett mosolygó női portré, amely rejtélyes, megfontolt választékossággal teli, bölcsességet sugárzó, érdekes tájban elhelyezve. Sokak szerint talán az egész festészet történetének legismertebb alkotása. Ez köszönhető annak, hogy a kép „női” arca gyakorlatilag már a közösségi emlékezet részének tekinthető, ismert az egész világon, másolják, fényképezik, karikatúrákat készítenek róla és ezerszámra sokszorosítják.
A képet 1911-ben ellopták, de 1913-ban visszakerült a Louvre-ba.
Leonardo soha nem nevezte el a festményt (a reneszánsz idejében még nem volt szokás a képeknek címet adni). A Mona Lisa címet Giorgio Vasari festő, sok kortárs itáliai képzőművész életrajzírója adta 31 évvel a művész halála után. Lisa Gherardini egy köztiszteletnek örvendő firenzei kereskedő, Francesco del Giocondo ötgyermekes, erényes felesége volt. A „Mona” egy elterjedt rövidítése az olasz madonna (asszony, asszonyom) szónak.
A Gioconda a gondtalant jelentő Giocondo név nőnemű alakja. Mona Lisa sokak által rejtélyesnek tartott mosolya miatt a cím (a. m. gondtalan nő) e kettős jelentéssel játszik.

## Ellopása
A Mona Lisát Vincenzo Peruggia lopta el 1911. augusztus 21-én a Louvre-ból. Az esetet a 20. század legnagyobb műkincslopásaként tartják számon. A kép 1913. december 12-én Firenzében került elő, miután Peruggia tárgyalásokat kezdett eladásáról a firenzei Uffizi képtár igazgatójával, Giovanni Poggival, aki azonban feljelentette. A festményt az olasz állam 1914. január 4-én visszaszolgáltatta a párizsi múzeumnak.

## AKi van a képen?rejtélye
- A leggyakoribb vélekedés szerint a kép Del Giocondo feleségét, Lisát ábrázolja, amit tények is igazolnak. Azt viszont kevesebben tudják, hogy Lisának volt egy házasság előtti gyermeke – nagyapja azért adta hozzá Giocondóhoz, hogy a szégyent elkerülje (azt is tudjuk, hogy Giocondónak Lisa előtt volt egy felesége, aki Lisa anyjának testvére volt) – aki mindössze egy délutánt ért meg, s apja nem is tudott róla soha.
- Dr. Lillian Schwartz szerint a kép önarckép, maga Leonardo da Vinci női ruhában. Digitális elemzése során szinte teljes egyezést fedezett fel Leonardo önmagáról rajzolt képei és a Mona Lisa között. Elméletének kritikusai szerint a hasonlóság oka az, hogy ugyanaz a személy, ugyanabban a stílusban dolgozott. Az sem bizonyított, hogy az önarckép valóban önarckép.
- Maike Vogt-Lüerssen amellett érvel, hogy a nő a rejtélyes mosoly mögött Aragóniai Izabella, Milánó hercegnéje. Leonardo tizenegy évig dolgozott a hercegi udvarnak. Vogt-Lüerssen szerint Mona Lisa sötétzöld szemei a Visconti-Sforza családhoz tartozását jelzik.
- Mások szerint viszont Leonardo édesanyja, Caterina látható rajta abban a pillanatban, amikor először érzi gyermeke moccanását, feloldva korábbi egykedvűségét és szomorúságát, és mosolygásra késztetve őt. Mindez észlelhető, ha felváltva eltakarjuk arcának bal és jobb oldalát. Jobb oldala közömbös, egykedvű, bal oldala viszont mosolyra nyílik. Csak akkor érthető meg ez a félmosoly, ha ismerjük Caterina és Leonardo sorsát: Caterinát otthonából elrabolták, és rabszolgaként adták el, Leonardót pedig a firenzei Palazzo Vecchióban 1505-ben Michelangelo a Cascinai csata groteszkjével alázta meg (l. „Reneszánsz probléma…”).

A rejtélynek persze más megoldásai is lehetségesek. Pl. 2008 januárjában azt állították, hogy a képen Lisa Gherardini, Francesco del Giocondo firenzei selyemkereskedő felesége látható. A kutatók a Heidelbergi Egyetem gyűjteményében találtak rá a bizonyítékra. A feljegyzést 1503 októberében a művész egyik ismerőse, Agostino Vespucci készítette egy a Cicero leveleit tartalmazó kötet margójára. A feljegyzés arról tanúskodik, hogy a művész egyszerre három képén dolgozott, közülük az egyik Lisa del Giocondo portréja, ami nem kizárt, hogy a Mona Lisa egy másik kép, amit Leonardo magának festett, és amíg élt, senkinek sem adta át.
Silvano Vietri régész és munkatársai három, nagyjából egykorú nő földi maradványaira bukkantak abban a kolostorban, ahová Lisa a férje halála után beköltözött. 2013-ban DNS-mintát vettek Lisa fiától. Ha a minta a három nő közül valamelyik rokona a fiúnak, tudni fogjuk, hogy ki volt az igazi Mona Lisa.

## Megjelenése a kultúrában

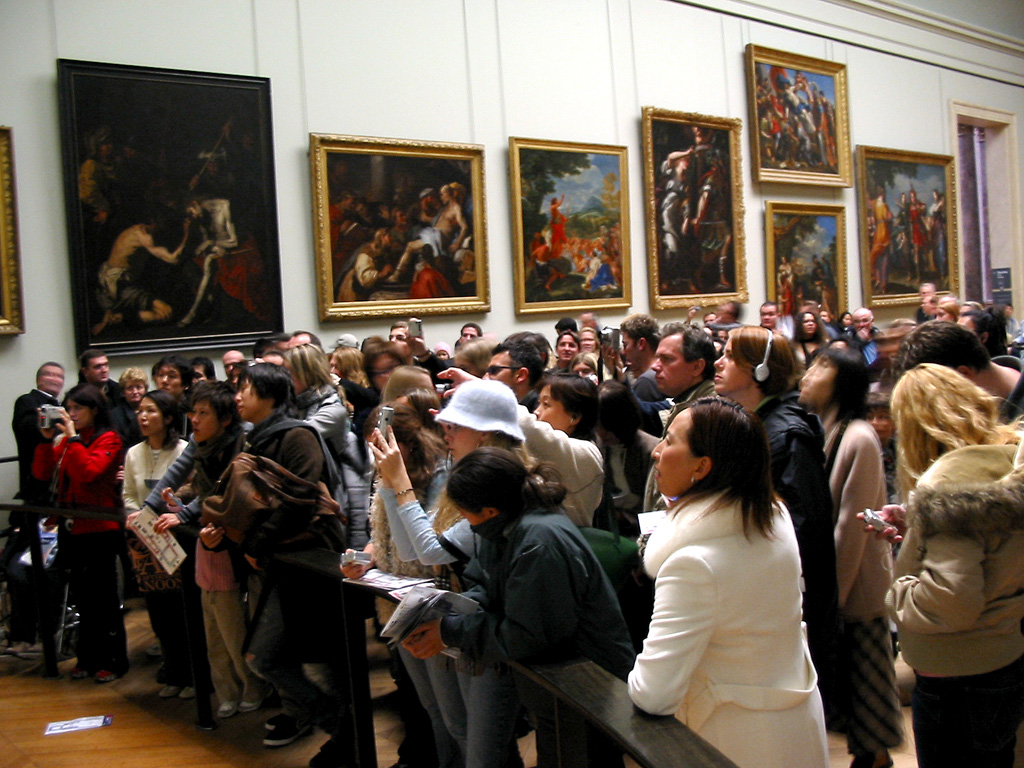
Turisták Mona Lisa előtt

- Ray Evans és Jay Livingston Mona Lisa (1950) címmel írt dalt Mitchell Leisen Captain Carey, USA (1949) című filmjéhez. A dal Nat King Cole előadásában vált ismertté.
- Mona Lisa mosolya (2003) amerikai filmdráma. Rendezte: Mike Newell. A festmény maga nem jelenik meg a filmben, a cím utalás a főszereplő titokzatos mosolyára.
- Mona Lisa együttes: a világ első crossover szoprán triója, három operaénekes hölgy ad elő könnyű, ill. komolyzenei slágereket.[2]
- Pierre La Mure: Mona Lisa magánélete (történelmi regény), Budapest, Corvina Kiadó, 1983
- Britney Spears 2004-ben írt dalt Mona Lisa címmel, melyben az énekesnő alteregójaként szerepel Mona Lisa. Britney Spears videóklip-rendezői álneve is Mona Lisa (Do Somethin' videóklip).
- A festmény szerepel Dan Brown A da Vinci-kód (2003) című regényében is. A képet évente hatmillióan nézik meg, és a látogatók száma a Da Vinci-kód megjelenése óta is folyamatosan nő. A képet a könyv sikere miatt egyre növekvő érdeklődésre való tekintettel, nemrégiben helyezték át egy nagyobb terembe, golyóálló üveg mögé.
- Ray Bradbury: The Smile (A mosoly)[3]
- Copy Con Mona Lisa című dala
- Rúzsa Magdolna Mona Lisa című dala
- Modern Talking Just We Two (Mona Lisa) című dala

## Hatása a festészetre
- Leonardo da Vinci köre (Gian Giacomo Caprotti da Orenónak, vagyis Salainak tulajdonított kép): Monna Vanna (16. század)
- Kazimir Malevics: Kompozíció Giocondával – Részleges fogyatkozás (1914)
- Marcel Duchamp: L.H.O.O.Q. (1919)
- René Magritte: A Gioconda (1960)
- Andy Warhol: Mona Lisa (1963)
- Robert Filliou: Gioconda a lépcsőházban van (1969)
- Fernando Botero: Mona Lisa (1978)
- Robert Rauschenberg: Pneumonia Mona Lisa (1982)
- Tót Endre: Távollévő képek (1987–1994)